# Zen the Hollywood
Zen the Hollywood (ゼン・ザ・ハリウッド?) fue un grupo idol japonés perteneciente a Hollywood Factory Inc. Entre 2015 y 2016, fue representado por King Records. Comenzó siendo una colaboración para la franquicia de Shōnen Hollywood, pero continuo de forma independiente como una unidad musical hasta 2018.

## Historia
El grupo fue formado en mayo de 2013 como una colaboración para los proyectos de Shōnen Hollywood, pero debutó de forma oficial el 4 de febrero de 2015 bajo el sello discográfico Star Child de King Records. En febrero de 2016 y, tras el cierre de Star Child, el grupo fue transferido al sello principal de King Records, King Amusement Creative, pero más adelante se decidió que abandonarían la discográfica.
El 10 de julio del mismo año, Zen the Hollywood realizó su última presentación con King Records en un concierto llevado a cabo en el Club Citta. Desde entonces, perteneció a Hollywood Factory Inc. Originalmente estaba compuesta por diez miembros, pero tras la graduación de Taiga Fukazawa el 10 de junio de 2017, solo cuatro permanecieron en la banda. También contó con una subunidad llamada "Maron A", compuesta por miembros del grupo principal.
Han interpretado algunas canciones para la adaptación a anime de Shōnen Hollywood, así como también el tema de apertura para la segunda temporada. El grupo se separó de forma oficial el 16 de julio de 2018.

## Miembros
| Nombre             | Nacimiento                      | Apodo | Color     | Notas             |
| ------------------ | ------------------------------- | ----- | --------- | ----------------- |
| Shigeaki Kasai     | 11 de mayo de 1991 (33 años)    | Shige | ■ Verde   | Líder.            |
| Yoshiyuki Yokoyama | 29 de junio de 1989 (35 años)   | Yokko | ■ Púrpura | Líder de Maron A. |
| Aki Kōsaka         | 18 de febrero de 1990 (35 años) | Ōji   | ■ Rosa    |                   |
| Yūma Abe           | 8 de enero de 1998 (27 años)    | Uma   | ■ Rojo    |                   |

### Antiguos miembros
| Nombre         | Nacimiento                        | Apodo     | Color          | Notas |
| -------------- | --------------------------------- | --------- | -------------- | --- |
| Shūto Washio   | 27 de diciembre de 1987 (37 años) | Shu-chan  | ■ Dorado       | Se graduó del grupo en 2014.                                                                                         |
| Fumiyoshi Gotō | 18 de octubre de 1989 (35 años)   | Gocchan   | ■ Salmón       | Exlíder. Se graduó del grupo a finales de 2016.                                                                      |
| Atsushi Shiina | 14 de junio de 1990 (34 años)     | Siina     | ■ Animal Print | Se graduó del grupo en 2014.                                                                                         |
| Yūki Inoue     | 23 de enero de 1995 (30 años)     | Inoue     | ■ Naranja      | Se graduó del grupo el 27 de junio de 2015 debido a problemas de garganta.                                           |
| Kairi Miura    | 26 de octubre de 1996 (28 años)   | Kairin    | ■ Azul         | Se graduó del grupo a finales de febrero de 2016.                                                                    |
| Taiga Fukazawa | 8 de diciembre de 1994 (30 años)  | Tora-chan | ■ Amarillo     | Sublíder. También fue sublíder de Maron A. Se graduó el 10 de junio de 2017 para centrarse en su carrera como actor. |

## Discografía

### Sencillos
- Heart Zen Boku Sengen! / Strawberry Cocoa Choice (2 de febrero de 2015)
- Zenkai Play / Fresh Pussycat Choice (2 de febrero de 2015)
- Kiseki no Yes / Tea Puch Choice (4 de marzo de 2015)
- Seishun Has Come / Ecstasy Lemonade Choice (4 de marzo de 2015)
- Air Boys / Clear Soda Choice (8 de abril de 2015)
- Virgin Magic (26 de agosto de 2015)
- Bee Vibration (17 de febrero de 2016)

### Álbumes
- Never Ever 0 (1 de junio de 2016)